# 東岸路

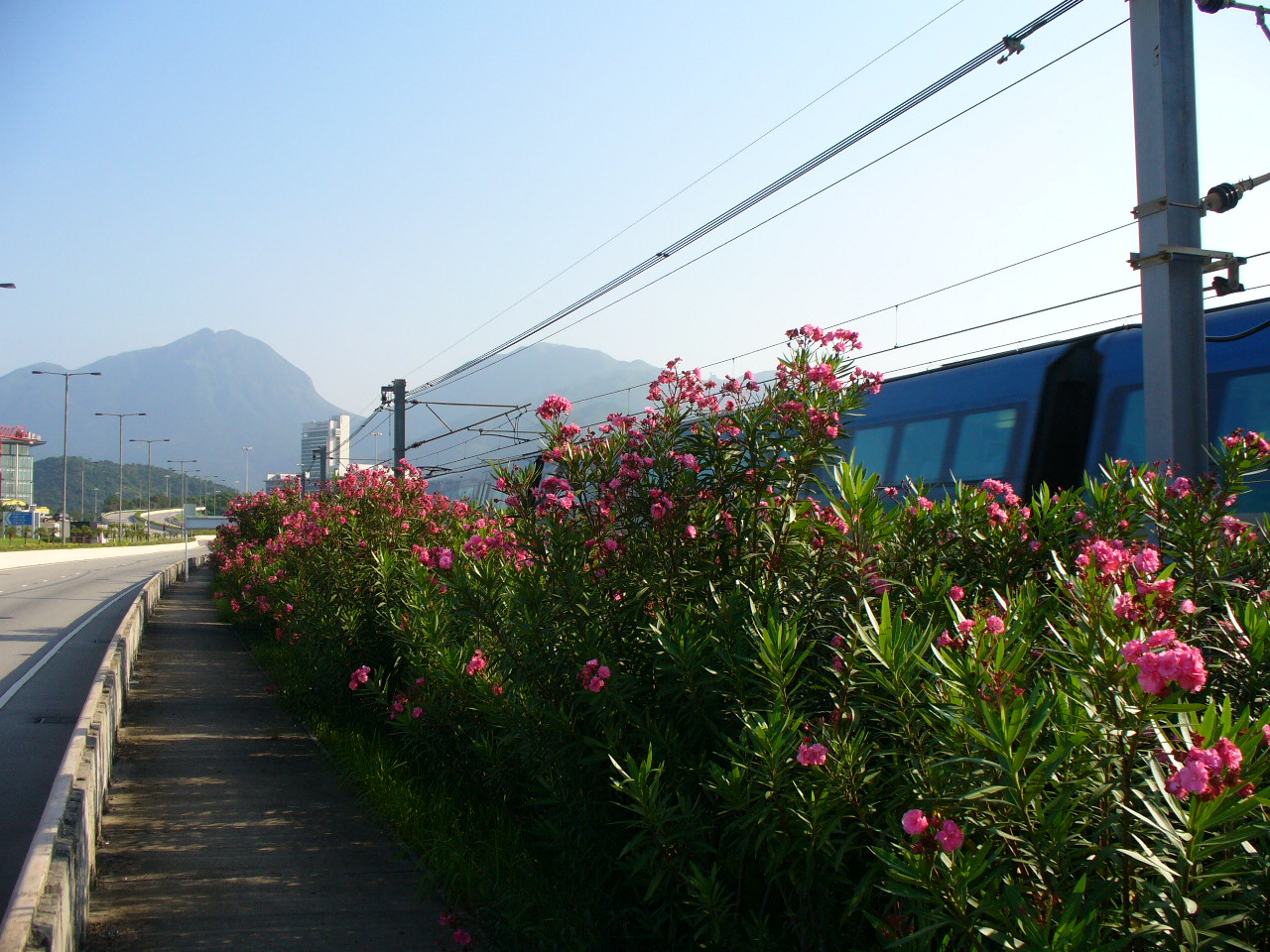
東岸路與港鐵機場快綫並排而建

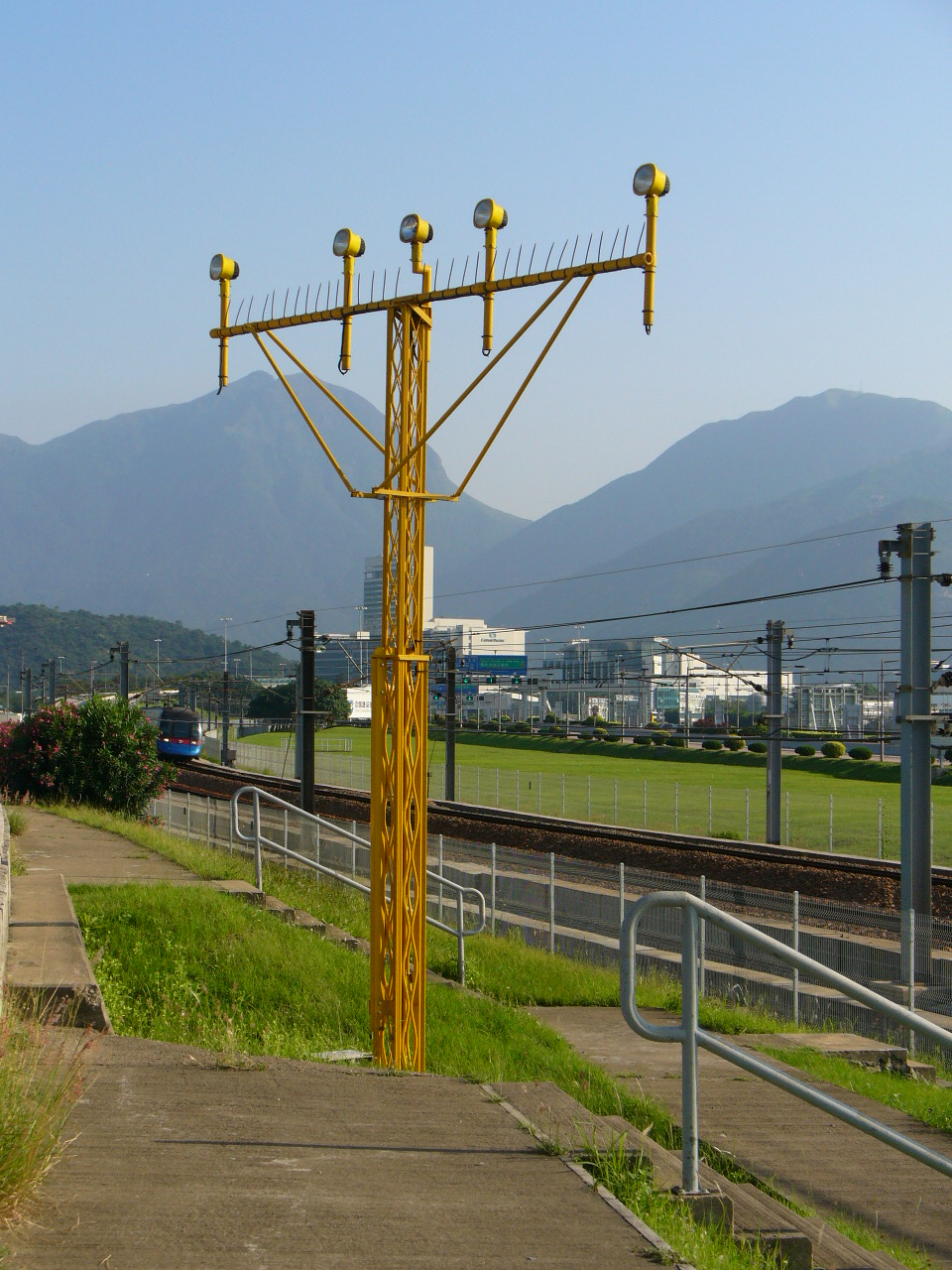
引導飛機從機場南面跑道升空的導航燈

22°27′36″N 114°12′03″E / 22.4600033°N 114.2009489°E
東岸路（英語：East Coast Road）是香港新界離島區赤鱲角島上的一條道路，因位於島嶼的東部海岸而得名。
道路由赤鱲角發展為香港國際機場時一併建造，於1998年通車，由南面的觀景路起向北延伸，至東北角的赤鱲角碼頭止。2000年代中，島嶼東北角才被正式發展，東岸路因此被縮短，現時全長約2.2公里，終點為交匯處，部份原為東岸路的路段，現已成為東路一部份。
東岸路除了路面外，亦包括三座行車天橋，分別連接和跨越機場路。在東輝路交界附近，與港鐵機場快綫並排，行人可利用設於馬路和鐵路之間的行人道，步行至暢景路附近，欣賞飛機從機場南面跑道起飛的壯觀場面，亦能感受到昔日啟德機場未關閉時九龍城和深水埗飛機升空的那份震撼。
到了2010年代，為配合港珠澳大橋工程，由機場A變電站至東輝路原有的一段行車線在2014年起分階段封閉改道，以進行連接港珠澳大橋香港口岸道路——赤鱲角路的興建工程。

## 交匯道路
- 駿裕路
- 觀景路
- 駿群路
- 機場路
- 赤鱲角路
- 過路灣路
- 東輝路
- 暢景路
- 交匯處
- 暢連路
- 路
- 東路

## 沿線建築物
- 國泰城
- 古窯公園
- 港鐵機場快綫路軌
- 港珠澳大橋香港口岸
- 港珠澳大橋機場人工島
- 港珠澳大橋觀景山隧道
- 民航處總部
- 國泰港龍航空大廈
- 中國航空大廈
- 香港航空培訓學院及中心
- 機場南跑道